# Top agrar

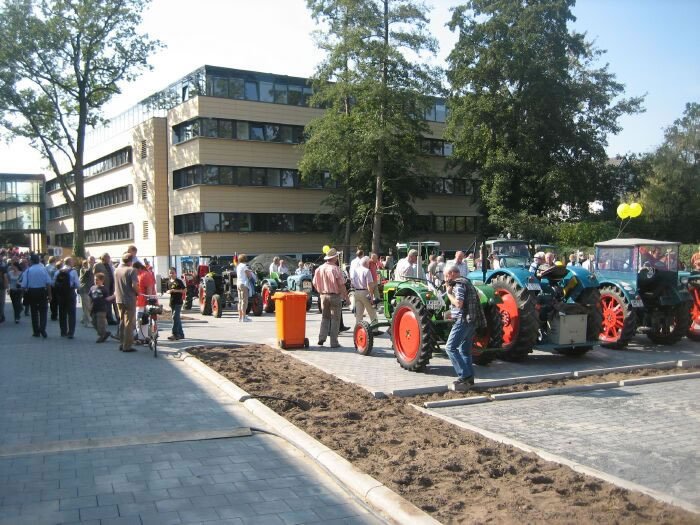
Oldtimer-Sternfahrt zum neuen Redaktionsgebäude des Landwirtschaftsverlages in Münster-Hiltrup (2007)

top agrar ist ein 1972 gegründetes, monatlich erscheinendes Agrar-Fachmagazin. Es wird vom Landwirtschaftsverlag in Münster herausgegeben und berichtet über alle Themen aus der Landwirtschaft.

## Inhalt
Das Basisheft bietet jeden Monat aktuelle Fachinformationen zu den Hauptthemen Betriebsleitung/Geld, Steuern und Versicherungen, Produktion auf Acker- und Grünland, Landtechnik und Bauen, Neue Energie, Geflügel, Markt und Preise sowie Haushalt und Familie. Dazu kann der Leser die Spezialprogramme Rinder- und/oder Schweinehaltung wählen. Die verkaufte Auflage lag im 1. Quartal 2025 bei 76.007 Exemplaren (IVW gepr.), im deutschen Sprachraum ist sie nach Aussage des Verlags die landwirtschaftliche Fachzeitschrift mit der höchsten Auflage. In Österreich erscheint top agrar mit landesspezifischen Beilagen. Es gibt auch eine polnische Version der Zeitschrift sowie Sonderhefte für den osteuropäischen Markt.

## Preise
In den Jahren 2007, 2013, 2015 und 2017 (Bester Social Media Einsatz) kürte die Deutsche Fachpresse top agrar zur Fachzeitschrift des Jahres im Bereich Handwerk/Agrar. Zudem wählte die Jury den top-agrar-Redakteur Ralf Lenge (Technik) zum Fachjournalisten des Jahres für den Beitrag „Asse des Ackers“ (Ausgabe 12/2006).
2009 erhielt die Fachzeitschrift den 3. Preis der Deutschen Fachpresse für den Beitrag „Agrarforschung im Abseits“ von Hildegard Moritz.
2013 erhielt top agrar den Preis der Deutschen Fachpresse als „Fachmedium des Jahres 2013“ in der Kategorie Landwirtschaft/Ernährung.
2025 erhielt top-agrar-Redakteurin Eva Piepenbrock von der Deutschen Fachpresse den Award „Fachjournalist:in des Jahres 2025“ (1. Platz).

## Onlineangebot
Die Seite www.topagrar.com ist das aktuelle Nachrichtenportal. 2024 hat die Redaktion auf Digital First umgestellt, so dass sich hier neben News auch alle Heftartikel online finden. Die Inhalte sind zu zwei Drittel hinter der Paywall. Neben dem Vollabo gibt es reine Digitalpässe. Die durchschnittlichen Seitenaufrufe pro Monat belaufen sich auf 3,1 Millionen.
Jede Woche versendet top-agrar-Online mehrere Newsletter, unter anderem einen Nachrichtenüberblick zum Wochenstart (frei), Pflanzenschutzinformationen während der Vegetationszeit (Abo) sowie Marktinformationen (Abo).
Zusammen mit der Schwesterzeitschrift profi-Magazin für Agrartechnik initiierte man das Gebrauchtmaschinenportal traktorpool und das Karriereportal Karrero.